# مونتي هول

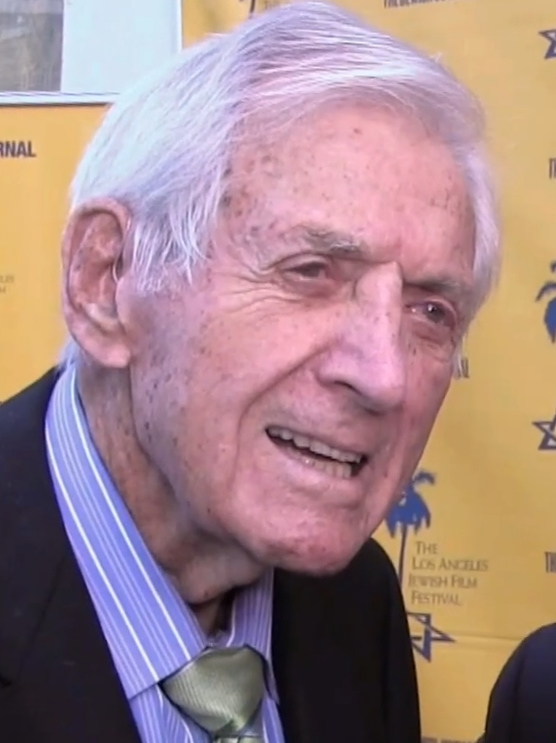

مونتي هالبيرين (بالإنجليزية: Monte Halperin)‏، (ولد في 25 أغسطس 1921 - 30 سبتمبر 2017)، والمعروف باسمه الفني مونتي هول Monty Hall، هو مشرف إذاعي كندي المولد، ومنتج، وممثل، ومغني ومعلق رياضي، ومن أشهر أعماله هو دوره كمضيف لبرنامج الألعاب فلنعقد صفقة Let's Make a Deal.

## مسألة مونتي هول
بسبب عمله في برنامج فلنعقد صفقة، سُميت لغز الاحتمالات التي ظهرت في برنامجه على اسمه -مسألة مونتي هول. تستخدم هذه المسألة الطريقة الغير-بديهية التي تقوم بتأثير على قيم احتمالات الأبواب عند كشف أحدها، فمثلاُ إذا فتح «مونتي» الباب الذي يوجد وراءه الجائزة الغير مرغوب بها، سيتغير مقدار الاحتمال للفوز بالتغيير. قام هول بنفسه بإعطاء الحل لهذه المسألة، وأخبر بأن هذا الحل لا يمكن تطبيقه على البرنامج الحقيقي، وذلك كان في مقابلة في النيو يورك تايمز مع الصحفي جون تيرني في عام 1991.
كان يلعب هول بنفسيات المتسابقين، وذلك عندما كان مقدم البرنامج. هذا اللغز تم ذكره في برنامج سي بي إس الدرامي المسمى نمبرز (مسلسل)، وذُكر أيضاُ في فيلم 21، وأيضاً في الرواية The Curious Incident of the Dog in the Night-time.

## وصلات خارجية
- مونتي هول على موقع IMDb (الإنجليزية)
- مونتي هول على موقع إن إن دي بي (الإنجليزية)
- مونتي هول على موقع قاعدة بيانات الفيلم (الإنجليزية)

- مونتي هول في إنترنت موفي داتابيز.
- سيرة مونتي على letsmakeadeal.com
- أرشيف CBC تلفزيون، الملف التعريفي بمونتي هول (1970)